# Bakugan Batoru Burorazu
Bakugan Battle Brawlers (爆丸バトルブローラーズ, Bakugan Batoru Burōrāzu; Bakugan: Guerreiros da Batalha no Brasil), é uma série anime de ação-aventura, produzido pela TMS Entertainment e Japan Vistec, dirigida por Mitsuo Hashimoto. Conta a história de criaturas chamadas de Bakugan e o grupo Guerreiros da Batalha. A Nelvana Enterprises produziu a versão norte-americana. Diferente da versão japonesa que consiste em 51 episódios, a norte-americana consiste em 52.
Os cinquenta e dois episódios do anime foram produzidos pela TMS Entertainment e Japan Vistec com a direção de Mitsuo Hashimoto em 2007. Bakugan Battle Brawlers foi criado no Japão pela TV Tokyo em 5 de abril de 2007. A Nelvana produziu a versão norte-americana e passou a exibir a série no Canadá pelo Teletoon em julho de 2007 e nos Estados Unidos pelo Cartoon Network em 24 de fevereiro de 2008.

## Broadcast
USA
"Cartoon Network" (2007-2008)
UK
- "Cartoon Network (UK and Ireland)" (2008-2009)
- "Cartoon Network Too" (2009-2010)
- "CITV" (2010-2012)

## História
No universo da série existem várias dimensões. Dentro de uma dessas dimensões fica Vestróia, o lar dos Bakugans. A paz em Vestróia é mantida por duas fontes de poder: o Centro do Infinito, de energia positiva, e o Centro do Silêncio, de energia negativa. Quando um cientista russo chamado Michael Gehabich, trabalhando em um teletransportador, chega a Vestróia, ele acidentalmente auxilia um Bakugan chamado Naga a se apoderar do Centro do Silêncio. Durante o processo, Bakugans são liberados no mundo humano e a energia negativa corrompe Michael e sua neta Alice Gehabich, acaba criando um ser chamado Hal-G  que acaba possuindo Alice & se tornando no Mascarado, Os Bakugans chegavam a Terra dentro de cartas que continham seus poderes e no formato de pequenas esferas.
Logo, dois adolescentes, Dan Kuso e Shun Kazami, criaram um jogo com o mesmo nome das criaturas. Juntos com seus outros amigos, Runo Misaki, Marucho Marukura, Julie Makimoto e a própria Alice, eles formam um grupo chamado os Guerreiros da Batalha. Eventualmente, Alice começa a se transformar involuntariamente no Mascarado e ele manda vários Bakugans para a Dimensão da Morte a fim de aumentar a força de seu Darkus Hydranoid e encontrar o Centro do Infinito para Naga. Conforme os Guerreiros da Batalha adquirem seus parceiros Bakugans, exceto Alice, eles enfrentam os lacaios do Mascarado um a um. O vilão então se alia aos Tops do Ranking, os melhores guerreiros do mundo, mas eles também são derrotados e suas batalhas contra os Guerreiros fizeram com que os Bakugans deles começassem a evoluir, o primeiro sendo o dragonoid de Dan (simplesmente chamado de Drago) que atingiu o estágio de Delta Dragonoid.
Com a paz reinando momentaneamente, surge um garoto chamado Joe Brown cuja parceira, Wavern, é a irmã-gêmea de Naga e recebeu o Centro do Infinito quando Naga conquistou o Centro do Silêncio, e ele se torna o sétimo membro dos Guerreiros da Batalha. Enquanto isso, o Mascarado derrota os Tops do Ranking selando seus Bakugans na Dimensão da Morte e evoluindo Hydranoid para Dual Hydranoid. Ele e o Dan se enfrentam mas o Dan e o Drago são mandados para a Dimensão da Morte.
Os outros Guerreiros da Batalha, menos Joe e Alice, rapidamente entram na Dimensão da Morte para resgatar Dan e Drago mas se encontram com os Seis Soldados Lendários, um grupo de Bakugans que há muito tempo impediu uma guerra em Vestróia. Os Guerreiros então passam pelos testes dos Seis Soldados Lendários para adquirirem sua libertade e evoluirem seus Bakugans. De volta a Terra, Dan finalmente derrota o Mascarado e este se revela como Alice ao se transformar na garota. Hal-G aparece em seguida dizendo que chegou a hora de Naga adquirir o Centro do Infinito mas Dan, Runo, Marucho, Shun e Julie vão até Vestróia para enfrentá-lo. Contudo, eles encontram Bakugans híbridos (Bakugans criados a partir de dois atributos) que Naga criou mas conseguem vencê-los com a ajuda de Alice, que absorveu o Mascarado e assim se tornou a nova parceira de Hydranoid.
Durante esse tempo, Naga, agora na forma de Silent Naga, chegou a Terra e começou a caçar Joe e Wavern. Os outros Guerreiros retornam e se unem aos Tops do Ranking para destruírem os Bakugans híbridos e enfrentarem Naga. Por fim, Wavern é morta por Drago a seu próprio pedido para que ele recebesse o Centro do Infinito e se transformasse em um Infinity Dragonoid. No entanto, ele não foi capaz de derrotar Naga. Somente os esforços combinados de Drago, Tigrerra, Preyas, Gorem, Skyress e Hydranoid conseguiram destruir Naga, manda-lo de volta para a Dimensão da Morte e salvar os dois mundos. Os Seis Soldados Lendários aparecem logo em seguida dizendo que os Bakugans que estavam na Terra devem retornar a Vestróia. Eles se despedem dos humanos e retornam a Vestróia onde Drago, que também absorveu o Centro do Silêncio e criou o Centro Perfeito a partir dos outros dois, a reconstrói. Alguns dias depois, Dan e Runo resolvem sair em um encontro.

## Músicas

### Versão Japonesa
Abertura
- Number One Battle Brawlers (ナンバーワン・バトルブローラーズ, Nanbā Wan Batoru Burōrāzu) [carece de fontes?]
  - Artista: Psychi Lover
  - Duração: episódios 1-31
- Bucchigiri Infinite Generation (ブッちぎり∞ジェネレーション, Bucchigiri Infinitto Jenerēshon) [1]
  - Artista: Psychi Lover
  - Duração: episódios 32-52

Encerramentos
- Air Drive (エアドライブ, Eadoraibu)[1]
  - Artista: Elephant Girl
  - Duração: episódios 1-26
- Hello (ハロー, Harō)
  - Artista: Za Bon
  - Duração: episódios 27-51 (52 especial)

## Personagens

### Guerreiros da Batalha
- - Daniel "Dan" Kuso e Drago: Dan é um garoto de 12 anos que adora jogar Bakugan e se frustra facilmente. Ele é o líder dos Guerreiros da Batalha e seu maior desejo é se tornar o maior jogador de Bakugan do mundo. Junto de Shun, os dois criaram o jogo Bakugan e todas as suas regras. Dan é um guerreiro Pyrus e tem uma queda por Runo. Seu Guardião Bakugan é Dragonoid, apelidado de Drago. A princípio, os dois não se entendiam pois Dan pensava que tudo era um jogo, e Drago sabia que ambos mundos podiam ser destruídos. Contudo, eles se entendem e se tornam grandes parceiros. Posteriormente, Drago evolui para Delta Dragonoide, Supremo Dragonoide, Infinito Dragonoide e Perfeito Dragonoide.
- Runo Misaki e Tigrerra: Runo é a guerreira Haos dos guerreiros. Ela mora na mesma cidade de Dan e também é apaixonada por ele, apesar de que muitas vezes, os dois expressam o seu "amor" discutindo um com o outro. Ela também é um tanto invejosa, como pode ser visto quando Julie abraça Dan. Ela trabalha no restaurante de seus pais. Sua Guardiã Bakugan é Tigrerra (pronuncia-se Tigrera), um Bakugan com aparência de um grande tigre branco com uma armadura dourada. Posteriormente, Tigrerra evolui para Blade Tigrerra.
- Choji "Marucho" Marukura e Preyas: Choji, conhecido por todos como Marucho, é o mais novo do grupo, ao mesmo tempo que o mais inteligente. Ele  batalha utilizando o atributo Aquos. Sua família é uma das mais ricas de todo o Japão. Ele costumava não opinar em nada e sempre obedecer ordens, mas ele mudou após conhecer o Bakugan. Seu Guardião é Preyas, um Bakugan aquático que possui a habilidade de mudar de atributo quando quiser. A sua evolução envolve multiplicação, fazendo criar Preyas II, um Bakugan com dupla personalidade, Preyas Angelo de atributo Aquos e Haos, e Preyas Diablo de atributo Aquos e Pyrus.
- Julie Makimoto e Gorem: a guerreira Subterra do grupo. Julie é uma garota que tenta sempre ficar alegre não importando o quanto ruim estaja a situação. Contudo, muitas vezes esse otimismo esconde seus verdadeiros sentimentos. Ela é a maior fã de Dan, mas gosta mesmo é de deixar Runo com ciúmes. Julie é corajosa e destemida, raramente fugindo de uma batalha. Seu Guardião Bakugan é Gorem, um grande bakugan de pedra em forma de golem. Além de sua extrema força física, ele possui um escudo que abaixa a energia de qualquer coisa que o acerte. Sua evolução é Hammer Gorem.
- Shun Kazami e Skyress: Shun é o melhor amigo de Dan e um dos criadores do jogo Bakugan. Ele é um habilidoso guerreiro Ventus que consegue derrotar mais de um adversário ao mesmo tempo. Ele costumava ser o número 1 no ranking mundial, mas devido a uma doença de sua mãe, ele passou a jogar Bakugan cada vez menos, e parou em 6.º lugar. Desde então, ele mora com seu avô e se tornou bastante solitário, apesar de ainda ter suas habilidades. Sua Guardiã Bakugan é Skyress, uma grande fênix verde que ele recebeu de sua mãe no hospital. Devido a isso, Shun trata Skyress com todo amor e carinho que ele possui. Ambos treinam a um estilo ninja. A evolução de Skyress é Storm Skyress.
- Alice Gehabich e Alpha Hydranoid: Alice é uma garota de Moscou e a mais velha dos guerreiros. Ela é orfã de pai e mãe e mora com seu avô Michael. Juntos, eles construiram um teletransportador para Vestróia, mas devido a uma falha no sistema, ele fundiu ambos os mundos, além de infectar Alice e Michael com a energia negativa do Centro do Silêncio. Essa energia negativa criou uma contraparte de Alice, o vilão Mascarado. A princípio, ela não batalhava, mas após a partida de Mascarado, ela passa a batalhar com seu Bakugan, Alpha Hydranoide usando o atributo Darkus.
- Joe Brown e Wavern:  Joe é um garoto que aparece no final da primeira parte do anime. Ele passou meses em um hospital por ter pouco açúcar no sangue, mas foi liberado rapidamente desde sua primeira aparição. Joe é o criador e gerenciador do website Bakugan, onde os primeiros a entrarem foram Dan e Shun. Ele batalha usando Haos Bakugans, mas sua Guardiã é Wavern, uma Bakugan branca (sem atributo) que protege o Centro do Infinito e escolheu Joe como seu parceiro.

### Seres do Destino
- Naga: Naga é o antagonista da história. Ele é um dragão esquelético e o irmão gêmeo de Wavern. Assim como ela, ele é um Bakugan branco. Naga roubou o Centro do Silêncio, causando o desequilíbrio em Vestróia e a fusão dos seis mundos de dimensão. Ele é o líder e criador dos Seres do Destino, assim como dos Bakugans híbridos. Seu plano é conquistar os dois centros para se tornar o comandante supremo do universo. Com o tempo, o Centro do Silêncio começa a deixá-lo mais poderoso e ele se transforma em Silent Naga. Ele também criou a Carta da Morte.
- Mascarado e Hydranoid: Mascarado é a contraparte maligna de Alice. Ele é um guerreiro Darkus e o principal soldado de Naga. Em suas batalhas, ele sempre utiliza a Carta da Morte, que além de mandar Bakugans derrotados para a Dimensão da Morte, deixa Hydranoide mais poderoso. Mascarado não demonstra sentimentos, exceto ódio. Seu Guardião Bakugan é Hydranoide, um Bakugan tipo hídra cujo objetivo é se tornar o supremo Bakugan. Ele evolui para Dual Hydranoide e Alpha Hydranoide. Após sua derrota para Dan, Mascarado muda de lado e se junta aos guerreiros. Contudo, ele acaba se unindo permanentemente com Alice.
- Hal-G: Hal-G é a contra parte de Michael. Seu nome vem de sua contraparte, Michael Gehabich. Ele um dos servos de Naga e age passando suas mensagens aos seus servos. Hal-G pode se teletransportar livremente em ambas dimensões. Ele também é um guerreiro habilidoso, agindo as vezes como o parceiro de Naga.

## Eletrônicos
A Activision lançou um jogo intitulado Bakugan Battle Brawlers para as plataformas Wii, Nintendo DS, Xbox 360, PlayStation 3 e PlayStation 2. O modo história do jogo consiste em criar o próprio avatar e ter os próprios bakugans, tendo a oportunidade de batalhar contra os seus adversários e até contra os próprios Guerreiros da Batalha. Ainda pode participar torneios e comprar cartas e bakugans na Bakugan Store. No modo versus é possível lutar com qualquer personagem da série contra outro jogador, podendo jogar em até quatro pessoas, em jeitos diferentes de jogar: 1 versus 1, Tag Team Battle (luta em duplas) e Battle Royale (luta em quatro pessoas de cada um por si) No jogo um Misterioso Bakugan Chamado Leonidas.
Em um relatório do investidor da Corus Entertainment em 29 de setembro de 2009 anunciava um MMOG Bakugan que está atualmente em desenvolvimento para um lançamento em 2010.[carece de fontes?].